# La Garceana
La Garceana è un comune (corregimiento) della Repubblica di Panama situato nel distretto di Montijo, provincia di Veraguas. Si estende su una superficie di 25,6 km² e conta una popolazione di 276 abitanti (censimento 2010).